# 孙怡靖
孙怡靖（SUN Yijing，1992年11月20日—），上海市虹口区人，中国女子花样游泳運動員。

## 簡歷
2014年9月，孙怡靖與隊友參加韓國仁川舉行的2014年亞洲運動會韻律泳比賽，在集体项目及自由組合項目奪得兩面金牌。